# Turbinicarpus rioverdensis
Turbinicarpus rioverdensis ist eine Pflanzenart in der Gattung Turbinicarpus aus der Familie der Kakteengewächse (Cactaceae). Das Artepitheton rioverdensis verweist auf das Vorkommen der Art bei Rioverde im mexikanischen Bundesstaat San Luis Potosí.

## Beschreibung
Turbinicarpus rioverdensis wächst einzeln mit hellgrünen, niedergedrückt kugelförmigen Körpern und hat Faserwurzeln. Die Körper erreichen Wuchshöhen von bis zu 1,5 Zentimetern und Durchmesser von 3,5 Zentimeter. Ihre Höcker sind rhomboid. Ein Mitteldorn ist nicht vorhanden. Die 1 bis 3 gräulichen Randdornen sind verdreht und bis 12 Millimeter lang.
Die weißen Blüten weisen eine Länge von bis zu 2,5 Zentimetern auf. Die grünen, rundlichen Früchte sind bis 7 Millimeter lang und erreichen Durchmesser von 5 Millimeter.

## Systematik, Verbreitung und Gefährdung
Turbinicarpus rioverdensis ist im mexikanischen Bundesstaat San Luis Potosí verbreitet. 
Die Erstbeschreibung erfolgte 1992 durch Gerhart Frank. Nomenklatorische Synonyme sind Pediocactus rioverdensis (Gerhart Frank) Halda (1998) und Turbinicarpus schmiedickeanus subsp. rioverdensis (Gerhart Frank) Zachar (2004).
Die Art ist nur ungenügend bekannt.
Turbinicarpus rioverdensis wird in Anhang I des Washingtoner Artenschutz-Übereinkommen geführt.

## Nachweise